# Josefa Idemová
Josefa Idemová Guerriniová (* 23. září 1964 Goch) je bývalá německá a italská rychlostní kanoistka a později politička. Startovala na osmi letních olympijských hrách, získala pět medailí na olympiádě a dvaadvacet na mistrovství světa v rychlostní kanoistice. Osmkrát vyhrála mistrovství Evropy v rychlostní kanoistice a třikrát Středomořské hry.
Narodila se v Gochu nedaleko Kleve a vyrůstala v Hammu. Je absolventkou jazykové školy a hovoří německy, italsky, anglicky i francouzsky. Závodit na kajaku začala v jedenácti letech v klubu KV 45 Herringen a v roce 1977 debutovala v reprezentaci. S Barbarou Schütpelzovou získala bronzovou medaili na deblkajaku na LOH 1984. V roce 1988 postoupila se západoněmeckým čtyřkajakem do olympijského finále, kde obsadila páté místo. 
Pak se zaměřila na jednomístný kajak a jejím trenérem se stal Guglielmo Guerrini, za něhož se v roce 1990 provdala a stala se italskou občankou. Pro novou zemi Idemová na světovém šampionátu v roce 1990 vyhrála závod K1 500 m a byla druhá v K1 5000 m. Na MS 1991 v Paříži získala titul na pětikilometrové trati. Na barcelonské olympiádě skončila na čtvrtém místě a na LOH 1996 získala bronzovou medaili na 500 metrů. 
V roce 1997 se stala mistryní Evropy ve všech vypsaných individuálních závodech (200 m, 500 m i 1000 m) a na MS 1998 zvítězila na kilometru. V roce 2000 získala v Sydney zlatou olympijskou medaili na singlkajaku a na světovém šampionátu v Poznani v následujícím roce vyhrála 500 m a 1000 m. Na olympiádách v letech 2004 a 2008 získala stříbro, v roce 2009 dojela na šampionátu v Dartmouthu na pětisetmetrové trati na třetím místě a stala se nejstarší držitelkou medaile z mistrovství světa. S kanoistikou se rozloučila pátým místem na olympiádě v roce 2012. Idemová má hvězdu na Chodníku slávy italského sportu v Římě a byl jí udělen Řád zásluh o Italskou republiku.
Žije s manželem a dvěma syny v Saternu. Zasedala v radě města Ravenna a regionu Emilia-Romagna, v letech 2013 až 2018 byla senátorkou za Demokratickou stranu. Krátce také vedla ministerstvo sportu ve vládě Enrica Letty, avšak odstoupila po obvinění z daňových úniků. Vydala knihu vzpomínek Controcorrente a účinkovala v televizních reklamách. Působí jako mluvčí dobročinné zdravotnické organizace Emergency.